# 火烧坪乡
火烧坪乡，是中华人民共和国湖北省宜昌市长阳土家族自治县下辖的一个乡镇级行政单位。

## 行政区划
火烧坪乡下辖以下地区：
青树包村、黍子岭村、溜沙口村和土地岭林场。

## 特产
火烧坪包儿菜：中国地理标志产品。